# Oberleiser Berg (Praesidia)

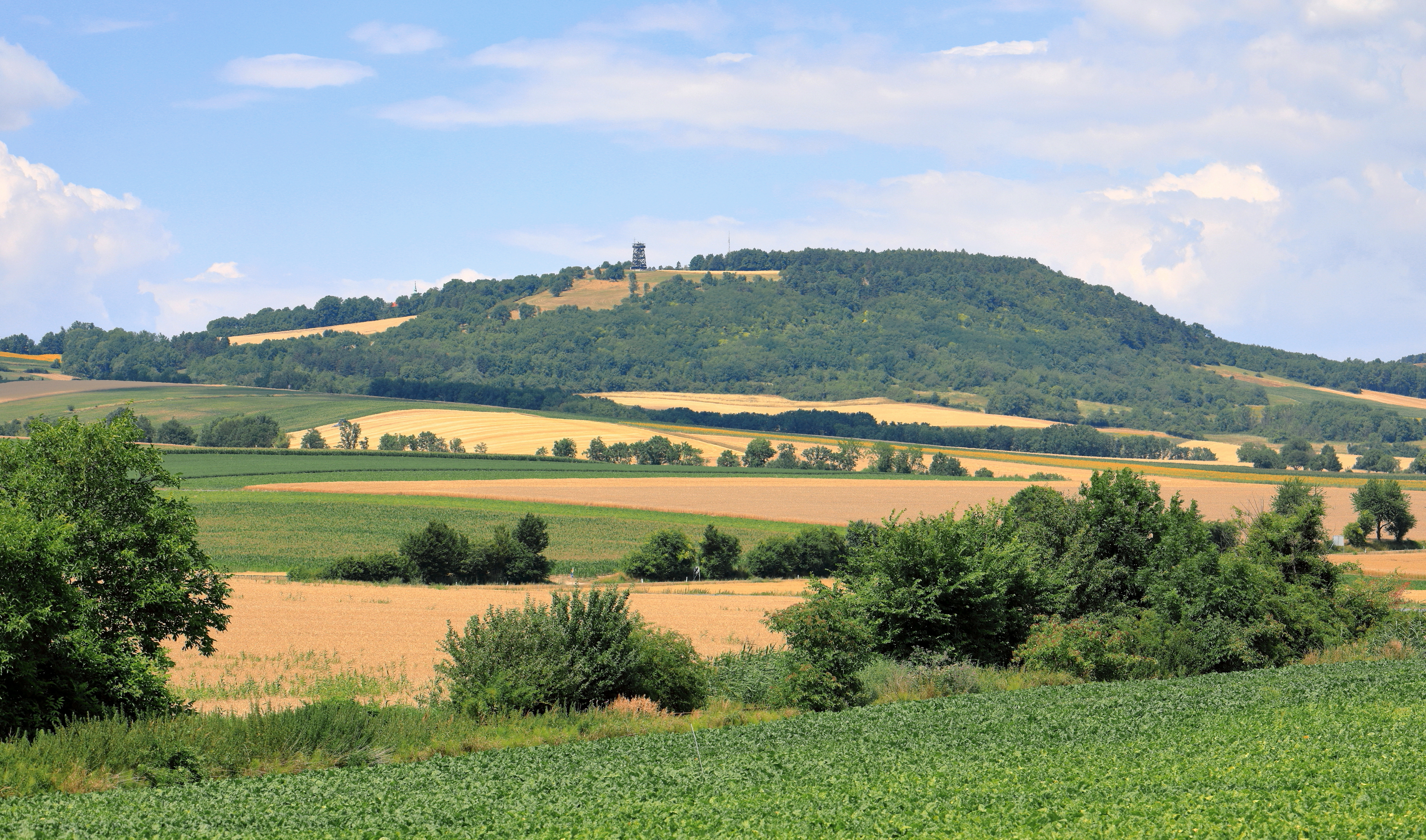
Südsüdostansicht des Oberleiser Berges

Auf dem Oberleiser Berg befand sich vom 4. bis 5. Jahrhundert n. Chr. eine befestigte germanische Höhensiedlung (praesidiaria castra) und Herrscherresidenz. Der 457 m hohe Bergrücken zählt geologisch zum Massiv der Leiser Berge im Weinviertel, Niederösterreich.
Zur Zeit der Völkerwanderung dürfte die gesamte, ca. 6,5 ha große und Hochfläche mit Gebäuden überbaut gewesen sein. Ihre Ränder fallen im Norden, Westen und Osten steil ab, im Süden geht sie allmählich in tiefer gelegenes Gelände über. Die Zugänge befanden sich im Süden und Südosten. Der Herrschersitz lag nahe der Grenze zum Römischen Reich – der Donaulimes verlief etwa 25–30 km entfernt – und wurde nach römischem Vorbild errichtet. Direkt über dem Hauptgebäude befindet sich heute ein Aussichtsturm. Im östlichen, heute bewaldeten Bereich, standen im 5. Jahrhundert noch mehrere Werkstättengebäude und Backöfen.

## Forschungsgeschichte
Als Fundort römischer Ziegel ist der Oberleiser Berg schon seit dem 19. Jahrhundert bekannt. Um 1872 untersuchte Matthäus Much die Wallanlagen. Eduard Novotny und Ernst Nischer-Falkenhof erkannten in der Zeit nach dem Ersten Weltkrieg die antiken Baureste als vorgeschobenen römischen Stützpunkt. Seit 1925 werden auch vom Institut für Ur- und Frühgeschichte der Universität Wien Grabungen am Berg durchgeführt. Herbert Mitscha-Märheim vermutete auf dem Oberleiser Berg noch ein Kastell aus der Zeit der Markomannenkriege, diese Ansicht konnte jedoch archäologisch nicht bewiesen werden. Von 1976 bis 1990 führte Herwig Friesinger die Grabungen am Oberleiserberg durch. Hierbei wurden die Altbefunde, die Befestigungen, und die zeitliche Abfolge der Besiedlung neu interpretiert. Es gibt Hinweise auf Textil- und Metallhandwerk. Die Einzelfunde (darunter zum Beispiel Geschoßspitzen, Gewandfibeln, glasierte und einglättverzierte Keramik) waren mehrheitlich germanischer und römischer Herkunft und lassen auf enge Handelskontakte mit dem Römischen Reich schließen. Die Münzfunde reichen von Mark Aurel (161–180) bis zu Theodosius I. (379–395). Ab 1996 führte Alois Stuppner Untersuchungen auf dem Berg durch.

## Entwicklung
Seit jeher waren die aus dem flachen Hügelland des Weinviertels aufragenden Berge in Krisenzeiten Rückzugspunkte für die in ihrem Umland lebende Bevölkerung. Gegen Mitte des 5. Jahrhunderts n. Chr. veränderte sich das Siedlungsgefüge nördlich der mittleren Donau. Um 375 überquerten die Hunnen den Don, stießen bis zur Schwarzmeerküste vor und lösten damit Wanderungswellen nach Westen aus. Die mehrheitlich suebische Bevölkerung im heutigen Marchfeld und Weinviertel begann, natürlich geschützte Höhenlagen zu befestigen, und zog sich entweder in Krisenzeiten dorthin zurück oder siedelte sich auf Dauer an. Grund hierfür waren die von den Hunnen aus ihren Siedlungsgebieten vertriebenen ostgermanischen Stämme, die versuchten, ins Römische Reich zu gelangen, um dort Schutz vor den immer weiter vordringenden Hunnen zu finden.
Einzelne Funde lassen annehmen, dass der Berg möglicherweise schon im 2. oder 3. Jahrhundert von Germanen besiedelt wurde, gesichert ist ihre Anwesenheit aber erst seit dem späten 4. Jahrhundert. Am Oberleiserberg kreuzten sich auch einige Handelsrouten. Vorgänger der Siedlung auf dem Oberleiser Berg könnte die Germanensiedlung im 3,3 km entfernten Niederlais gewesen sein, die im 4. Jahrhundert errichtet worden war. Vermutlich zogen sich deren Bewohner in Krisenzeiten auf den Oberleiser Berg zurück. Ab dieser Zeit ließen sich auf der Anhöhe offensichtlich Germanenfürsten mit ihrem Gefolge nieder. Die befestigte Siedlung dürfte um 380 n. Chr. entstanden sein. Ammianus Marcellinus berichtet, dass Valentinian I. – im Stammland der Quaden – nördlich der Donau ein Kastell errichten ließ. Vermutlich handelte es sich dabei aber um mehrere Befestigungsbauten (Brückenköpfe?). Vielleicht war die spätantike Anlage am Oberleiser Berg eine davon.
Es ist möglich, dass es sich bei der Anlage um eines der praesidiaria castra handelt, die beim Chronisten Ammianus Marcellinus als Sitz germanischer Klientelkönige erwähnt werden. Vermutlich residierte zur Zeit der Bauphase 4 hier ein suebischer Heerführer. In der westlichen Notitia dignitatum scheint in der Truppenliste des Dux Pannoniae Primae et Norici Ripensis auch ein Tribunus gentis Marcommannorum als Garnisonskommandant auf. Die Ortsangabe fehlt jedoch, seine Residenz wird im Nahebereich des Legionslagers Vindobona bzw. auf dem Oberleiser Berg vermutet. In diesem Zusammenhang ist auch ein Briefwechsel der Markomannin Fritigil mit Ambrosius von Mailand erwähnenswert, in dem er ihr empfiehlt, dass ihr Gatte besser daran täte, sich zu unterwerfen und in den Dienst Roms zu stellen. Vielleicht handelte es sich bei ihm um den oben erwähnten Offizier. Der Herrschersitz ging entweder im Zuge des Feldzuges des Gotenkönigs Thiudimir gegen den Suawenkönig Hunimund 469–470 oder bei der Zerstörung des Rugierreiches durch Odoaker um 488 zugrunde.

## Spätantike Bebauung

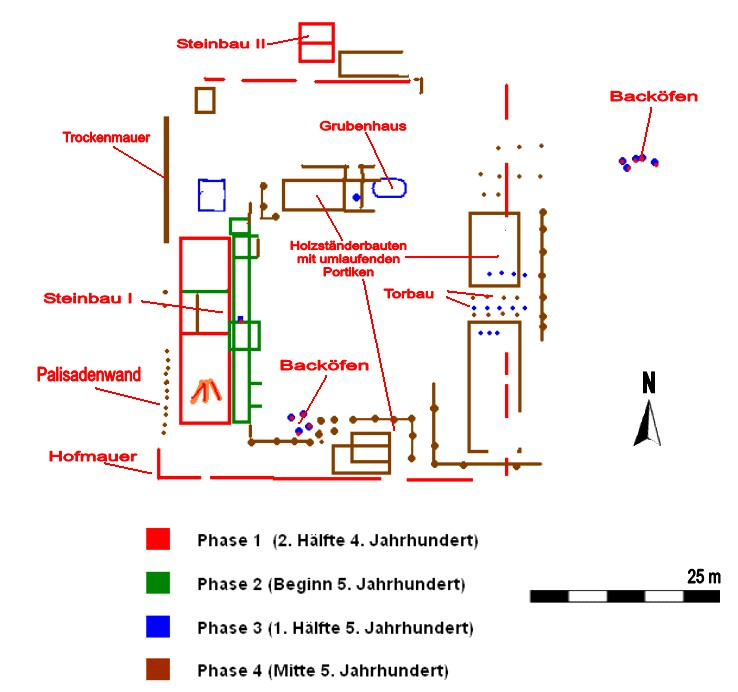
Befundskizze, 4. bis 5. Jahrhundert

Die Ergebnisse der bisherigen Untersuchungen lassen annehmen, dass die gesamte Hochebene mit einer Mauer umgeben war. Das insgesamt vier Bauphasen umfassende Hauptgebäude des lag – knapp vor dem Geländeabbruch – am Westrand des Plateaus und bildete das Zentrum des Praesidias. Zu ihm zählten auch einige aus Holz errichtete Wirtschaftsbauten.

### Phase 1
Der Herrenhof war an drei Seiten von einer schmalen Hofmauer aus Bruchstein und Lehm umgeben. Das von Nord nach Süd ausgerichtete, langrechteckige Hauptgebäude (Steinbau I) war im Inneren in zwei Räume unterteilt. Die Böden bestanden aus Stampflehm oder einen Kies-Mörtelestrich, die südliche Halle verfügte auch über eine typische spätantike Fußbodenheizung mit aus Lehm und Stein bestehenden, y-förmigen Heizkanälen (Schlauchheizung). Das Fundament war in gemörtelter opus incertum-Technik aufgebaut worden.

### Phase 2

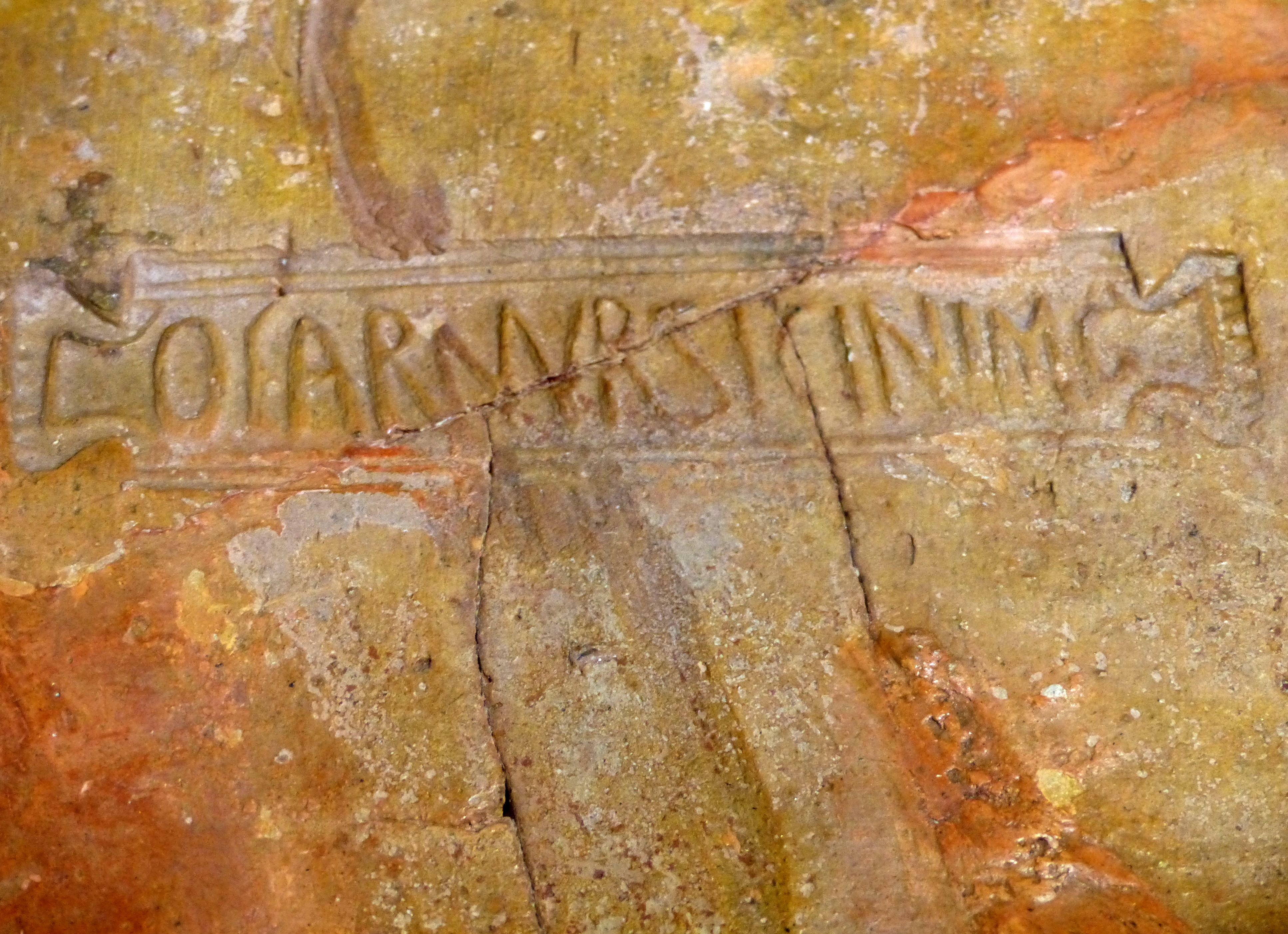
Ziegelstempel des Ursicinus

Im frühen 5. Jahrhundert wurde Steinbau I in eine repräsentative Portikusvilla mit Steinfundament und Holzfachwerkwänden umgebaut. Der Westfassade wurde ein Korridor und vorkragende Risalite hinzugefügt. Die 35 m lange und 17 m breite Villa konnte nun über die nördlichen und südlichen Risalite betreten werden. Der Bau gliederte sich in einen Nord- und einen Südflügel sowie einen Eckrisalit. Das Innere war in sieben bis acht Wohn- bzw. Wirtschaftsräume und eine Halle unterteilt. Im Nordflügel befanden sich die Wirtschaftsräume, im Südflügel die Räume für repräsentative Zwecke. Die bauliche Gestaltung des Südflügels wurde bis zur Zerstörung der Villa beibehalten. Der Hofbereich und Steinbau II blieben ebenfalls unverändert. Zum Bau des Hauptgebäudes wurde u. a. örtlicher Kalktuff verwendet. In den Überresten der Villa befanden sich auch Plattenziegel – zur Abdeckung der y-förmigen Heizkanäle – mit dem Stempel des Ursicinus, des Heerführers der römischen Limestruppen an der mittleren Donau unter Valentinian I. Die Dachziegel (tegulae und imbrices) wurden vermutlich vor Ort hergestellt. Möglicherweise waren am Dach noch türmchenartige Aufsätze aus Ton angebracht.

### Phase 3
Ab der ersten Hälfte des 5. Jahrhunderts wurden der Korridor und die Risaliten mit neuen Fußbodenestrichen versehen. In Raum 3 wurde eine Herdstelle eingebaut. Im Hofbereich errichtete man ein Grubenhaus, mehrere Backöfen sowie einen Holzständerbau. Die östliche Hofmauer wurde durch einen einschiffigen Torbau durchbrochen, der aber schon in einer früheren Bauphase entstanden sein könnte. Nordöstlich des Villengebäudes wurden weitere zehn Backöfen mit Beschickungsgrube und einige leicht in den Boden eingetiefte Pfostengebäude nachgewiesen.

### Phase 4
Um die Mitte des 5. Jahrhunderts wird der Herrenhof baulich massiv umgestaltet, so wurde die Südmauer völlig neu aufgebaut. Die Hofmauer wurde abgebrochen, an ihrer Stelle entstanden mehrere neue Holzbauten. Mittelpunkt des Komplexes war nun ein 35 m × 33 m großer Platz, der durch einen monumental gestalteten, auf die Villa ausgerichteten Torbau betreten werden konnte, der wiederum von einer Halle an der Ostseite und rechteckigen Gebäuden an der Nord- und Südseite gesäumt wurde. Das Torensemble bestand durchwegs aus Holz und war teilweise mit einem Portikus umgeben. Raum 2 der Villa wurde zusätzlich mit einer Fußbodenheizung ausgestattet, im rückwärtigen Bereich (Raum 7a) entstand ein neuer, etwa einen Meter tief in den Felsen gegrabener Keller. Vermutlich diente er zur Aufbewahrung von Wertsachen. An der Hinterwand des Eckrisalits wurde ein weiterer Eingang eingebaut. Die Holzbauten erinnern an die Beschreibung von Attilas Residenz durch Priscus, der diese 449 in seiner Funktion als Gesandter des oströmischen Kaisers aufsuchte. Sie sollten wohl die Architektur spätrömischer Villen und Paläste nachahmen. Vermutlich wurden sie auch durch im römischen Reich ausgebildete Handwerker errichtet.

## Steinbau II

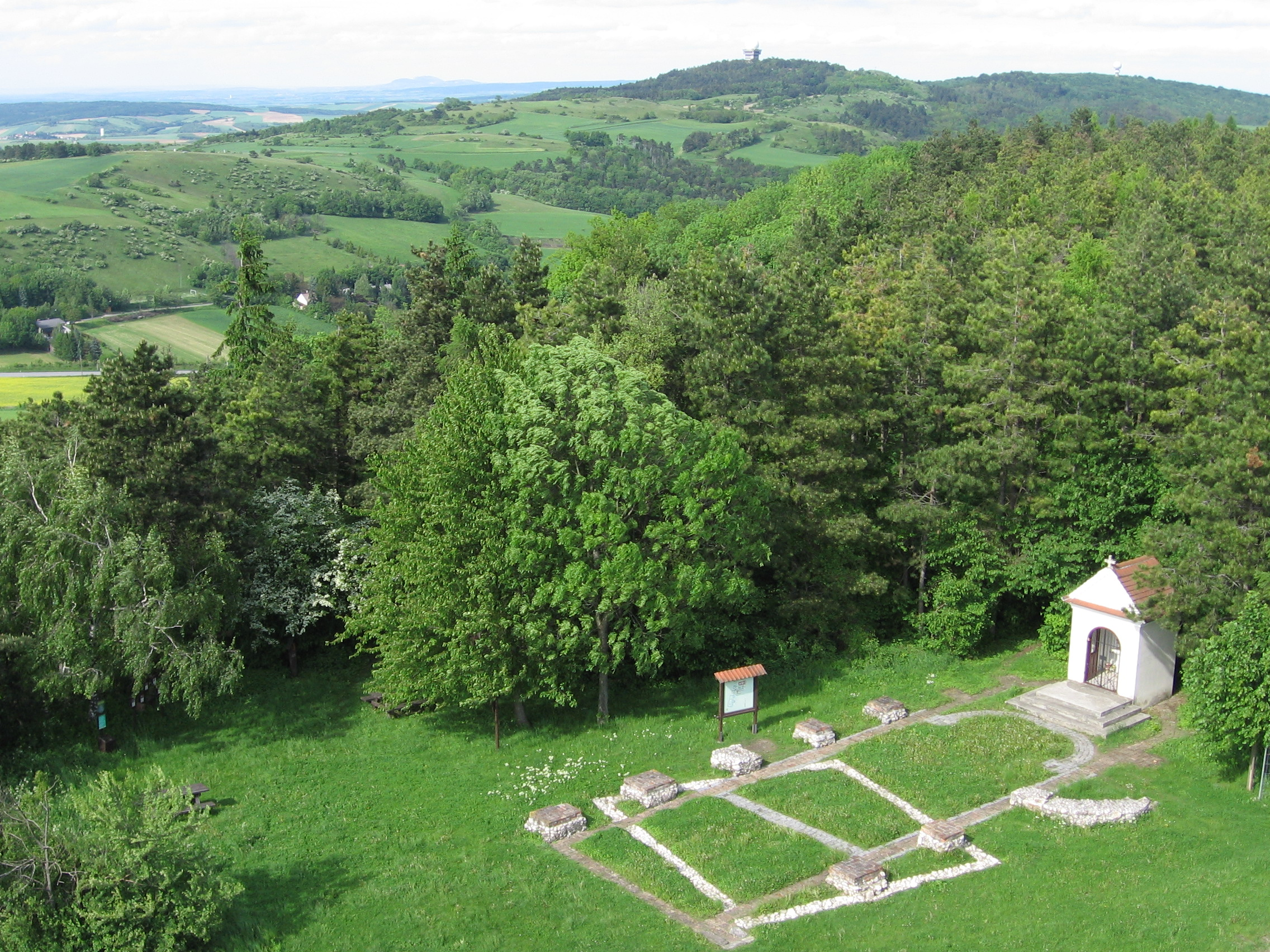
Konservierte Reste der Fundamente von Steinbau II und der mittelalterlichen Kirche

Nördlich der Villa stand ein größeres zweiräumiges Gebäude, der mehrphasige Steinbau II (8,15 m × 8,26 m), dessen Substanz aber wegen Überbauung durch eine Wallfahrtskirche im 12. Jahrhundert, die 1787 wieder abgetragen wurde, erheblich zerstört worden war. Die Fundamente wurden ebenfalls in opus-incertum-Technik hochgezogen, Die aufgehenden Wände bestanden aus Fachwerk. Seine Zeitstellung und Funktion sind unklar. Möglicherweise stand es noch bis zum Frühmittelalter in Verwendung.

## Befestigung
Das Plateau war von einem mehrphasigen Wall umgeben, der dem Verlauf des alten keltischen Ringwalles folgte. Reste einer Palisade konnten südwestlich der Villa lokalisiert werden. Der Graben dürfte noch in der ersten Hälfte des 5. Jahrhunderts einplaniert worden sein. Insgesamt konnten vier Bauphasen unterschieden werden:
- Phase 1: Erdwall und Graben,
- Phase 2 und 3: Palisade,
- Phase 4: zweischalige Trockenmauer.[8]

## Schmiede

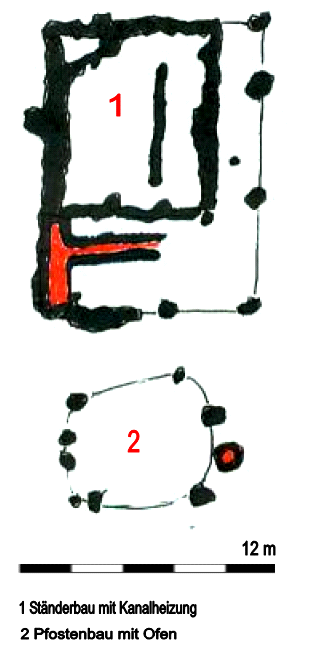
Befundskizze der Feinschmiede

160 m östlich des Herrenhofes stand ein dreiräumiger, 12,40 m langer und neun Meter breiter Holzbau, der mit einer T-förmigen Schlauchheizung ausgestattet war. Im Heizkanal fand man ebenfalls Ziegel mit der Stempelung ARN URSICINUS MG. Das Gebäude war vermutlich für Wohnzwecke vorgesehen. Etwas südlich davon befand sich ein teilweise eingetiefter, 5 m × 6 m, quadratischer Pfostenbau, der vermutlich als Schmiedewerkstätte diente. Sie stand von der Mitte bis Ende des 5. Jahrhunderts in Verwendung.

## Denkmalschutz
Die Anlagen sind Bodendenkmäler im Sinne des österreichischen Denkmalschutzgesetzes. Nachforschungen und gezieltes Sammeln von Funden ohne Genehmigung des Bundesdenkmalamtes stellen eine strafbare Handlung dar. Zufällige Funde archäologischer Objekte (Keramik, Metall, Knochen etc.) sowie alle in den Boden eingreifenden Maßnahmen sind dem Bundesdenkmalamt (Abteilung für Bodendenkmale) zu melden.

## Hinweise
Im Aussichtsturm ist eine kleine Dauerausstellung mit Grabungsdokumentation und Fundauswahl eingerichtet worden. Die Grundmauern von Steinbau I und II wurden konserviert, die Befestigungen sind ebenfalls noch gut im Gelände zu erkennen. Die übrigen Funde vom Oberleiserberg befinden sich im Museum für Frühgeschichte in Traismauer, im Museum Mistelbach, im Naturhistorischen Museum Wien und im Institut für Ur- und Frühgeschichte der Universität Wien.